# Francisco Roberto de Albuquerque
Francisco Roberto de Albuquerque GCMM (São Paulo, 17 de maio de 1937) é um general-de-exército brasileiro, que foi Comandante do Exército entre 2003 e 2007. 

## Biografia
Ingressou na carreira militar em 19 de outubro de 1953, na Escola Preparatória de São Paulo, seguindo depois para a Academia Militar das Agulhas Negras, onde graduou-se aspirante-a-oficial de artilharia em 19 de dezembro de 1958.

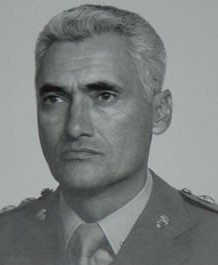
Foto do então Coronel Albuquerque, Comandante do 2º Grupo de Artilharia de Campanha Autopropulsado

Foi promovido a segundo tenente em 25 de agosto de 1959, a primeiro tenente em 25 de agosto de 1961 e a capitão em 25 de dezembro de 1965.
Ascendeu ao posto de major em 25 de dezembro de 1974. Posteriormente, foi promovido a tenente-coronel em 31 de agosto de 1980 e a coronel em 31 de agosto de 1984.
Comandou o 2º Grupo de Artilharia de Campanha Autopropulsado, em Itu, no período de 27 de janeiro de 1984 a 31 de janeiro de 1986.
Em seguida, serviu no Gabinete do Ministro do Exército e foi chefe da Comissão do Exército Brasileiro em Washington.

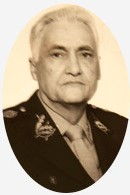
General Albuquerque, quando Comandante Militar do Sudeste

Promovido a general de brigada em 31 de março de 1991, comandou a 11ª Brigada de Infantaria Blindada, em Campinas, no período de 6 de maio de 1994 a 14 de novembro de 1995.
Ascendeu a general de divisão em 25 de novembro de 1995. Trabalhou na MOMEP (Missão de Paz para o Equador e o Peru) e foi Secretário-Geral do Exército, entre 16 de abril de 1997 e 12 de abril de 2000.
Promovido a general de exército em 31 de março de 2000, foi Comandante Militar do Sudeste, em São Paulo, entre 9 de maio de 2001 e 30 de dezembro de 2002.
Admitido à Ordem do Mérito Militar, foi promovido a Comendador em 1991, a Grande-Oficial em 1996 e a Grã-Cruz em 2000.
Após a eleição do presidente Luiz Inácio Lula da Silva, foi escolhido para o cargo de Comandante do Exército Brasileiro.
Permaneceu à frente da Força Terrestre entre 1 de janeiro de 2003 e 8 de março de 2007, quando passou a função para o general-de-exército Enzo Martins Peri.
Vive atualmente em Itu.
Em 22 de abril de 2007 assumiu o cargo de Conselheiro da Petrobrás.